# Under the Pipal Tree
Under the Pipal Tree és l'àlbum d'estudi de debut del grup japonés Mono. El va publicar el dia 11 de novembre de 2001 la discogràfica Tzadik Records, de John Zorn. En 2017, Temporary Residence Ltd. va treure una edició remasteritzada i amb nou art.
En 2016, la revista musical Fact va incloure Under the Pipal Tree entre els 30 millors àlbums de post-rock. Paste també el va incloure en la seva llista dels 50 millors.
«Karelia» i «L'America» ja van aparèixer al seu EP Hey, You.

## Llistat de cançons
Totes les cançons foren escrites i compostes per Mono. 
| Núm. | Títol                | Durada |
| ---- | -------------------- | ------ |
| 1.   | «Karelia (Opus 2)»   | 12:30  |
| 2.   | «The Kidnapper Bell» | 10:00  |
| 3.   | «Jackie Says»        | 7:31   |
| 4.   | «Op Beach»           | 5:48   |
| 5.   | «Holy»               | 1:40   |
| 6.   | «Error #9»           | 12:30  |
| 7.   | «L'America»          | 4:37   |
| 8.   | «Human Highway»      | 9:05   |